# Plagithmysus kawauae
Plagithmysus kawauae is een keversoort uit de familie van de boktorren (Cerambycidae). De wetenschappelijke naam van de soort werd voor het eerst geldig gepubliceerd in 1976 door Gressitt & Davis.